# ترشک (بدره)
{{جعبه اطلاعات روستای ایران
|نام‌رسمی= چنارجافری
|روی‌نقشه= 
|عرض‌جغرافیایی=
|طول‌جغرافیایی=
|تصویر= 
|اندازه‌تصویر= 
|برچسب‌تصویر= 
|استان=ایلام
|شهرستان=بدره
|بخش= [[بخش علیشروان شهرستان بدره
|بخش= علیشروان
|نام‌محلی= چنارجافری
|نام‌های‌دیگر= چنار
|نام‌های‌قدیمی=
|سال‌بنیاد=بیشتر از ۱۰۰۰ سال 
|جمعیت= ۳۰۰ نفر
|رشدجمعیت=
|تراکم‌جمعیت=
|زبان= کوردی ( لهجه جافی سنندجی)
|مذهب= جعفری
|مساحت=
|ارتفاع= ۳۰۰۰ متر
|میانگین‌دما=
|میانگین‌بارش‌سالانه= ۵۰۰ میلی متر
|شمارروزهای‌یخبندان=
|ره‌آورد=
|پیش‌شماره=
|وب‌گاه=
|جمله‌خوشامد= خوش هاتِن
|پانویس=
}}
چنار جافری (بدره)، روستایی از توابع بخش علیشروان شهرستان بدره در استان ایلام ایران است.
این روستا دارای جاذبه های گردشگری،توریستی زیادی است، از چشمه آب معدنی طبیعی بنام «سرآو» که در قسمت شمالی آن قرار دارد تا «درخت چنار ۱۰۰۰ ساله »در نقطه بالاتر چشمه آب ،و «درختان انار کهن سال» چندصد ساله که نیازی به آب ندارند.
چنار جافری از نظر موقعیتی دقیقا روبه کبیرکوه ( طولانی ترین کوه رشته کوه زاگرس و مشرف به قله ورزرین است.ارتفاع بالای آن باعث بارش های طولانی و چند روزه در فصول بارش می شود که متاسفانه ایستگاه بارش سنجی وجود ندارد که مقدار بارش را ثبت نماید.
در ادامه جاده این روستای زیبا و سرسبز برکه آب طبیعی به نام «سیل شفی »چنارجافری قرار دارد که تامین کننده آب دامداران روستاهای اطراف آن و حیوانات و پرندگان نیز هست که از جاذبه های گردشگری و کمتر شناخته شده است.

## جمعیت
این روستا در دهستان علیشروان قرار دارد و براساس سرشماری مرکز آمار ایران در سال ۱۳۸۵، جمعیت آن بیشتر از ۳۰۰نفر (۴۶خانوار) بوده‌است.